# Montjovet
Ne doit pas être confondu avec Mont Jovet ou Monts Jovet.
Montjovet est une commune italienne alpine de la Vallée d'Aoste.

## Géographie

Localisation de la commune de Montjovet à l'intérieur de la Vallée d'Aoste.

Le territoire de Montjovet occupe une superficie de 18,7 km2 dans la basse vallée d'Aoste, l'altitude minimum est de 370 mètres à Plout, à la limite avec la commune de Verrès, et l'altitude maximum est de 2 174 mètres (le mont Lyan).
Il constitue un passage obligé sur la route entre l'Italie et la France ou la Suisse, avec le rétrécissement de la vallée (cluse) aux gorges de Montjovet.
C'est la commune valdôtaine avec le plus haut nombre de hameaux.
Le territoire communal est traversé par le ru d'Arlaz, l'un des plus importants canaux d'irrigation du Val d'Aoste, creusé au XVe siècle pour arroser avec les eaux de l'Évançon (à partir de Challand-Saint-Anselme) la zone exposée au sud, et donc plus sèche.

## Histoire
Cette zone a été habitée depuis la Préhistoire, comme témoigne la présence d'un dolmen situé près du col d'Arlaz à 1 029 m, reliant le bas val d'Ayas et la vallée de la Doire baltée à Montjovet.
Les premiers témoignages de la présence humaine sur le territoire de Montjovet, des incisions rupestres au lieu-dit Chenal, remontent au Néolithique.
Le nom Montjovet dérive du latin Mons Jovis, c'est-à-dire Mont de Jupiter. C'est à cet endroit qui se dressait à l'époque romaine un temple à Jupiter. À l'époque romaine remontent aussi un tronçon de la route consulaire des Gaules et des tombeaux.
Montjovet connut une période au Moyen Âge aussi, lorsqu'il devint un fief des Challant après avoir été propriété d'une famille noble locale. Les Challant y bâtirent les deux châteaux de Chenal et de Saint-Germain. La position près d'une cluse faisait de Montjovet un lieu de passage obligé et de collecte d'impôts, et son influence s'étendait aussi sur les communes actuelles de Saint-Vincent, Émarèse et Champdepraz. De nombreux hospices et auberges trouvaient également place près de la route, parcourue non seulement par les marchands, mais aussi par les pèlerins le long de la via Francigena. Un ultérieur témoignage de cette époque nous est donné par les maisons du bourg, avec leurs vieux portails imposants.
La route Montjovette, tronçon de l'actuelle RN 26 permettant le passage au-dessus des gorges de Montjovet, n'a été réalisée qu'en 1771 selon la volonté du roi Victor-Emmanuel III.

### La légende de Jupiter
Le temple de Jupiter se trouvait sans doute au lieu-dit Barmas, où des traces sont restées sur les rochers. Selon une légende, Jupiter s'amusait à terroriser les habitants du vallon de Petit-Monde en faisant déborder le torrent par d'énormes rochers, ou alors en écrasant les gens qui passaient ou en déplaçant le village de Rodoz au bord d'un gouffre. Dieu décida alors de mettre fin au pouvoir excessif de Jupiter et envoya sur la Terre deux anges qui vainquirent la lutte en l'écrasant contre le rocher où aujourd'hui encore est gravée son image.

## Économie
Montjovet fait partie de la communauté de montagne Évançon.

## Monuments et lieux d'intérêt
Deux maisons remontant au XVIe siècle se situent au bourg, l'une avec un portail en style gothique et l'autre avec une tour (1643). L'église paroissiale en style roman est aussi remarquable.
Sur le territoire de la commune sont présents deux châteaux importants :
- Le château de Chenal, appelé localement aussi Tour Chenal ;
- Le château de Saint-Germain (Xe siècle), appartenant autrefois à la Maison de Challant.

## Société

### Évolution démographique
Habitants recensés

## Fêtes, foires
En été, l'association Lo pahtin organise un événement appelé Le pain de l'envers, en occasion de la réouverture des fours de hameau.

## Sport
Dans cette commune se pratiquent le tsan et le palet, deux des sports traditionnels valdôtains.
À Montjovet se trouvent le siège social et le terrain (situé à la localité Berriat) de la société de football intracommunale Pont Donnaz Hône Arnad Évançon, regroupant plusieurs communes de la basse Vallée d'Aoste.

## Administration
| Période                                  | Période     | Identité              | Étiquette     | Qualité |
| ---------------------------------------- | ----------- | --------------------- | ------------- | ------- |
| 9 mai 2005                               | 23 mai 2010 | Ivo Surroz            |               | Syndic  |
| 24 mai 2010                              | 10 mai 2015 | Rinaldo Ghirardi      |               | Syndic  |
| 15 mai 2015                              | En cours    | Jean-Christophe Nigra | Liste civique | Syndic  |
| Les données manquantes sont à compléter. |             |                       |               |         |

### Hameaux

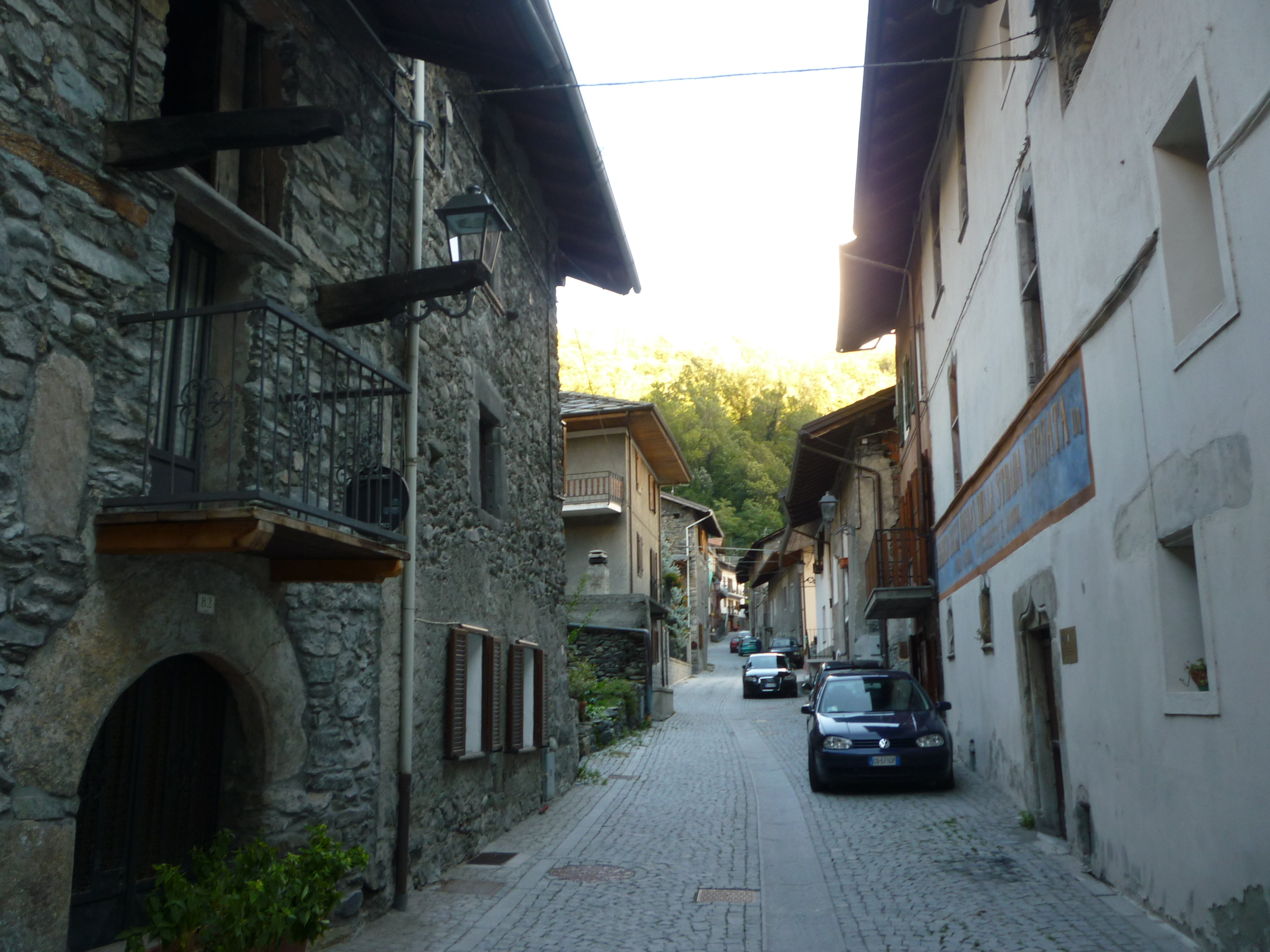
Le bourg de Montjovet.

Les Balmes, Barmachande, Barmataz, Berger, Berriat (chef-lieu), Le Bourg, Brocard, Le Brun, Chambis, Champérioux, Champ-Sitirou, Chenal, Chénoz, Chosaley, Ciséran, Le Creston, Croux, Devin, Estaod, Fénillettaz, Fiusey, Fornet, Gaspard, Gettaz, Guat, Le Grand-Hoël, Janton, Laval, Le Laveché, Lillaz, Lorial, Méran, Montat, Montquert, Muret, Oley, Plangerp, Perral, Le Petit-Hoël, Le Petit-Monde, Plout, Le Provaney, Quignonat, Reclou, Rodoz, Ros, Ruelle, Saint-Germain, Tavernaz, Toffoz, Traversière, Le Tron, Verval, Vianad, Vignolaz

### Communes limitrophes
Challand-Saint-Victor, Champdepraz, Châtillon, Emarèse, Saint-Vincent, Verrès

## Galerie de photos

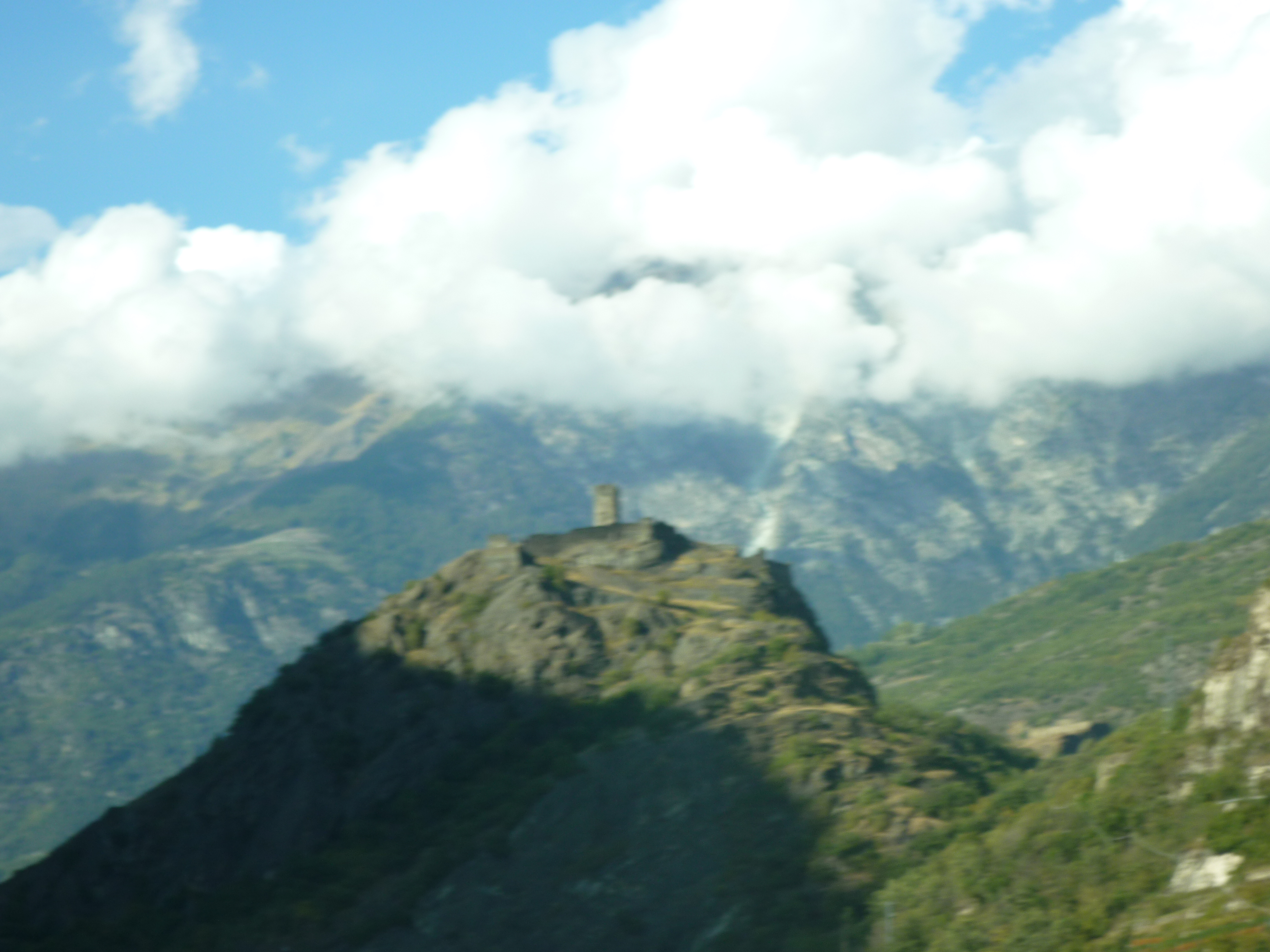
Le château de Saint-Germain et, à l'arrière-plan, le Mont Dzerbion dans les nuages.
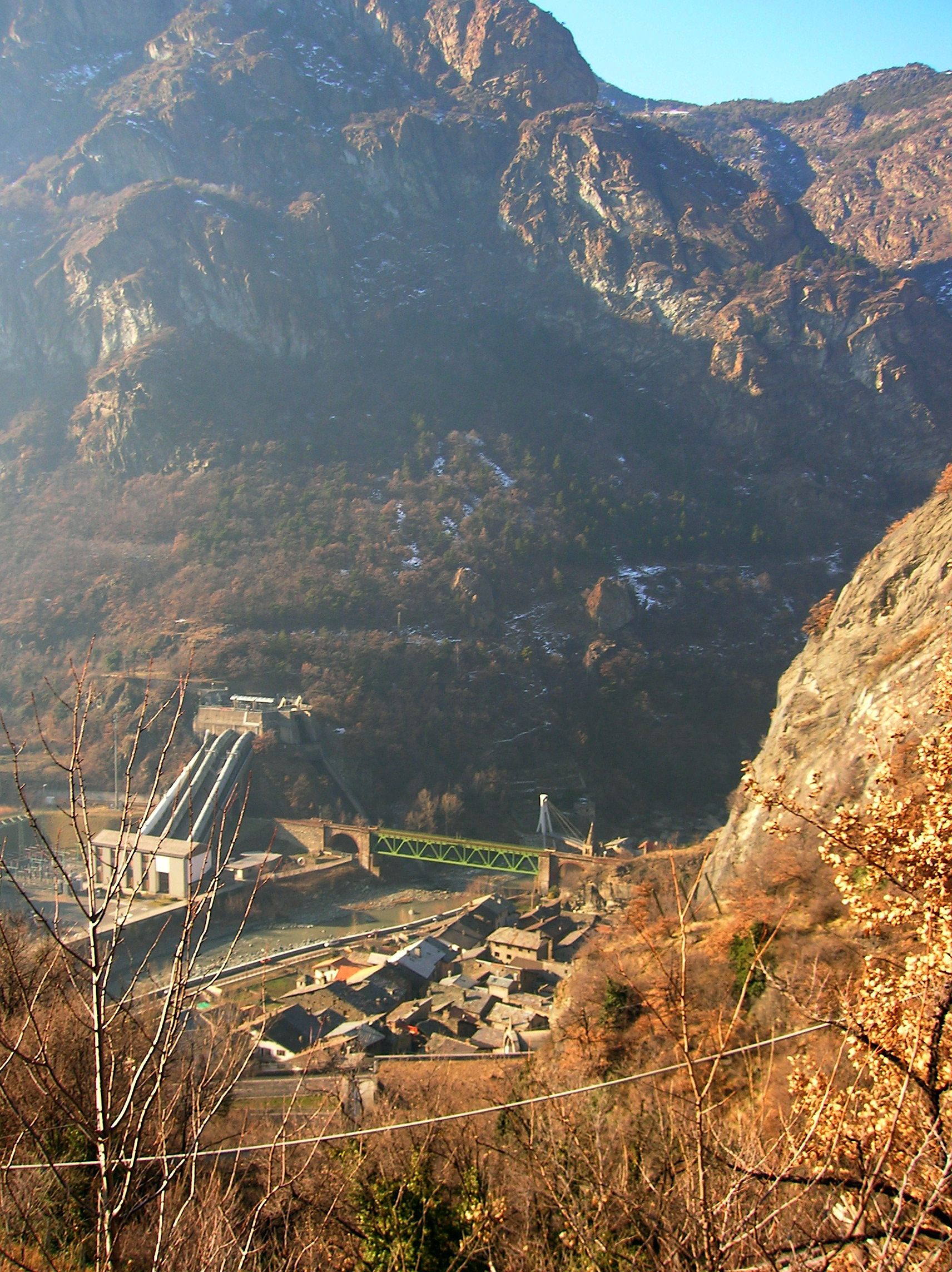
Le bourg et la centrale hydroélectrique.
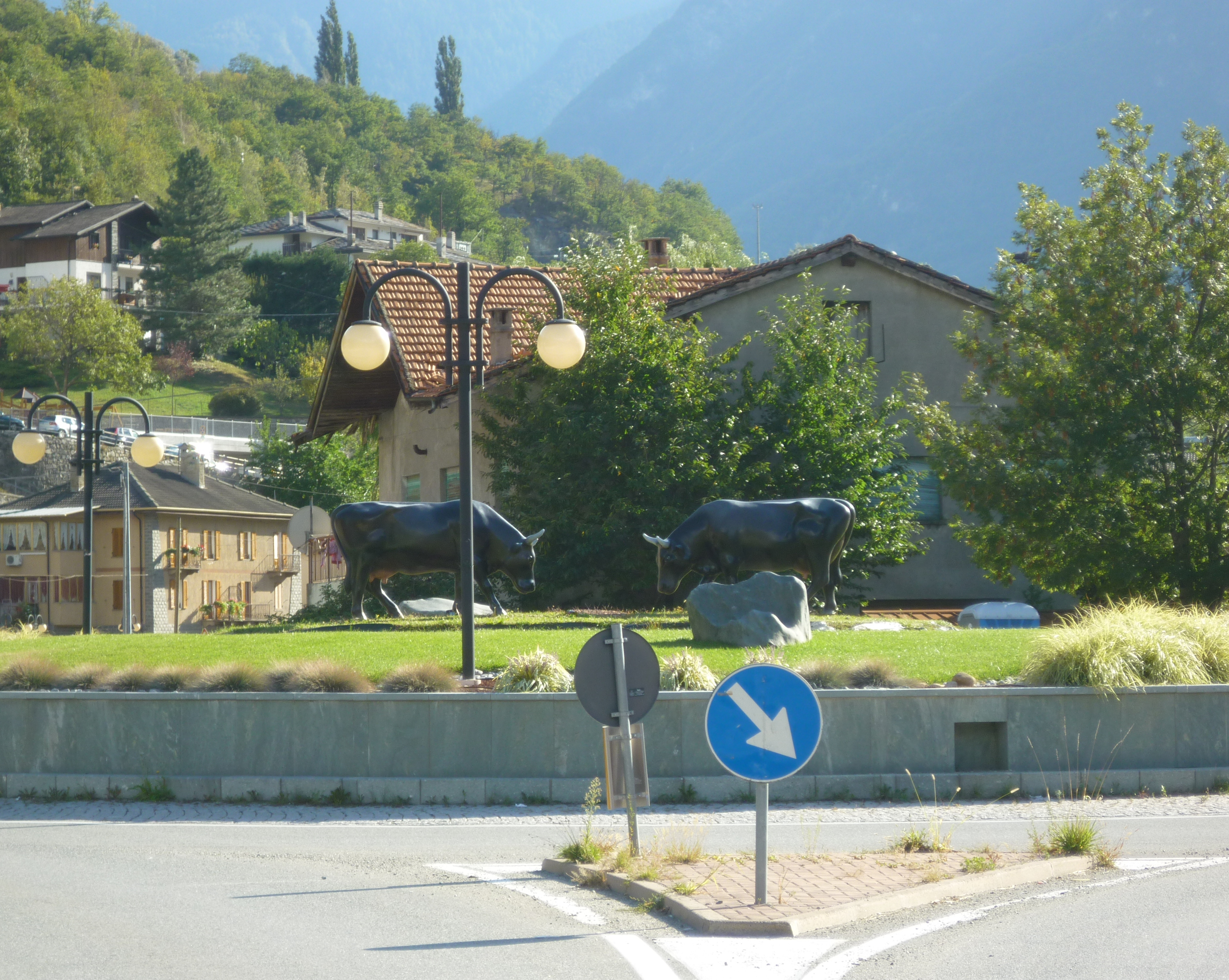
Giratoire à l'entrée de Berriat (chef-lieu) en hommage à la Bataille de reines.
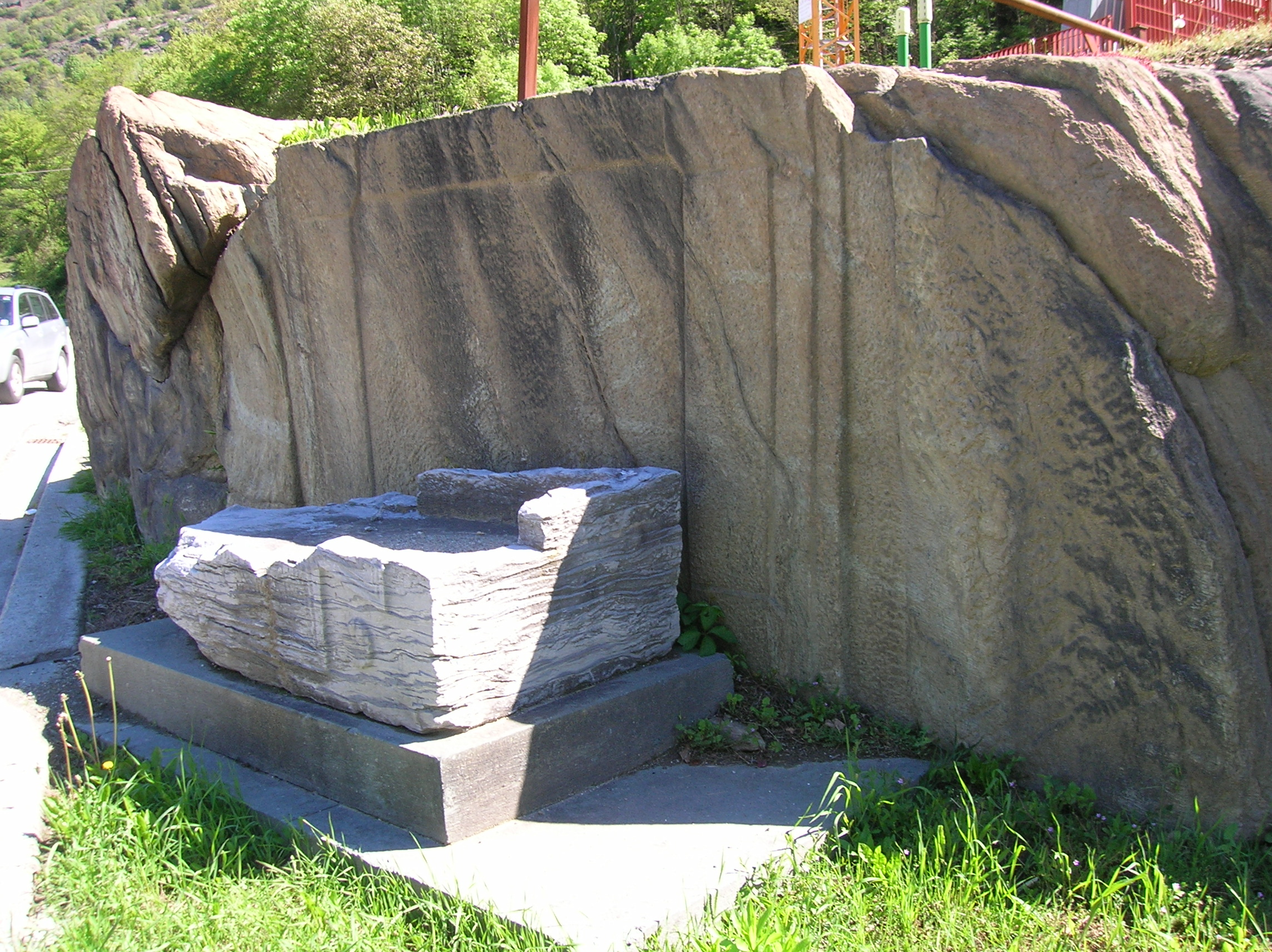
Détail de la Route des Gaules creusée dans la roche avec une tombe romaine le long de la RN26.
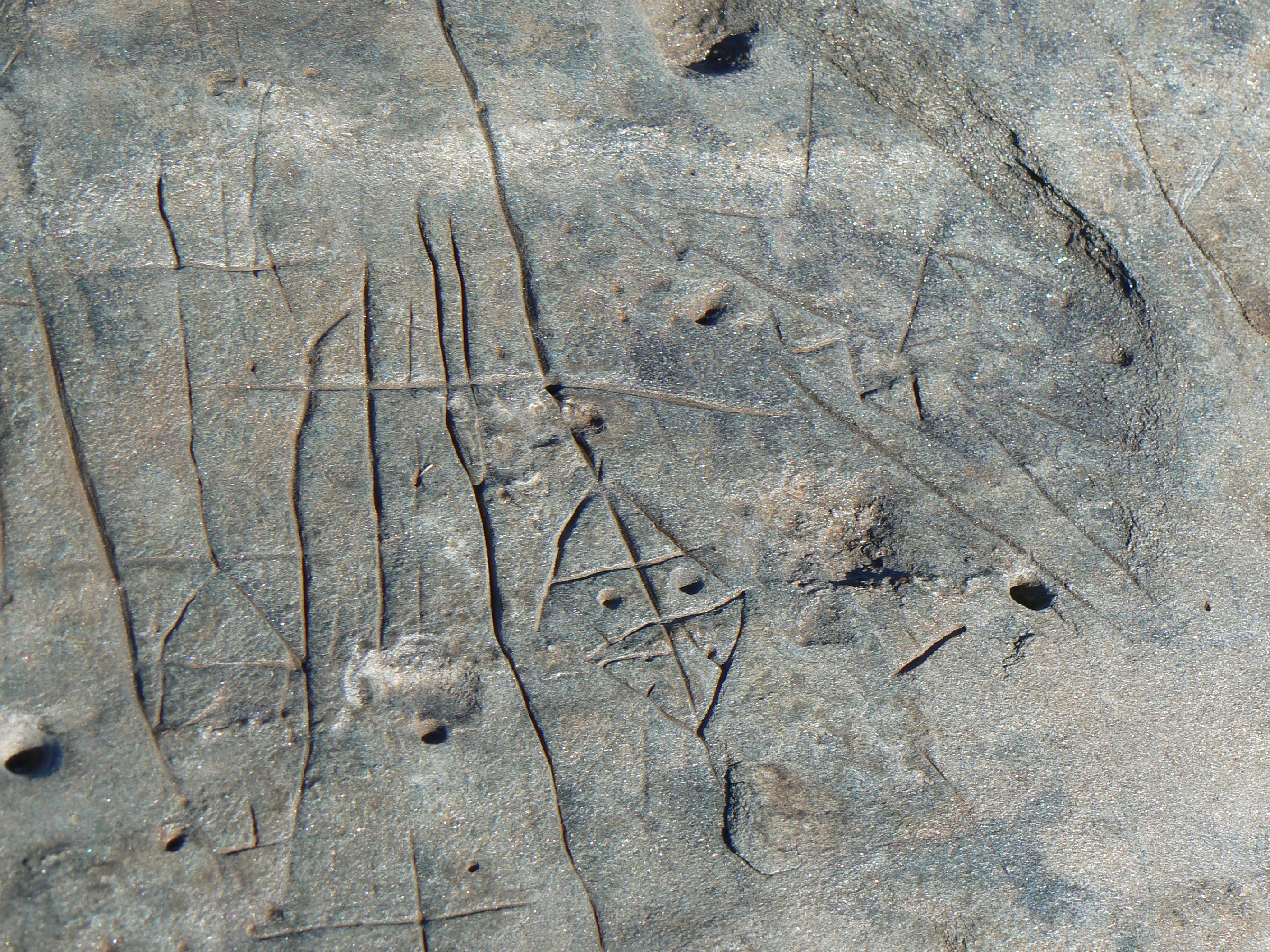
Incisions au site archéologique de Chenal.
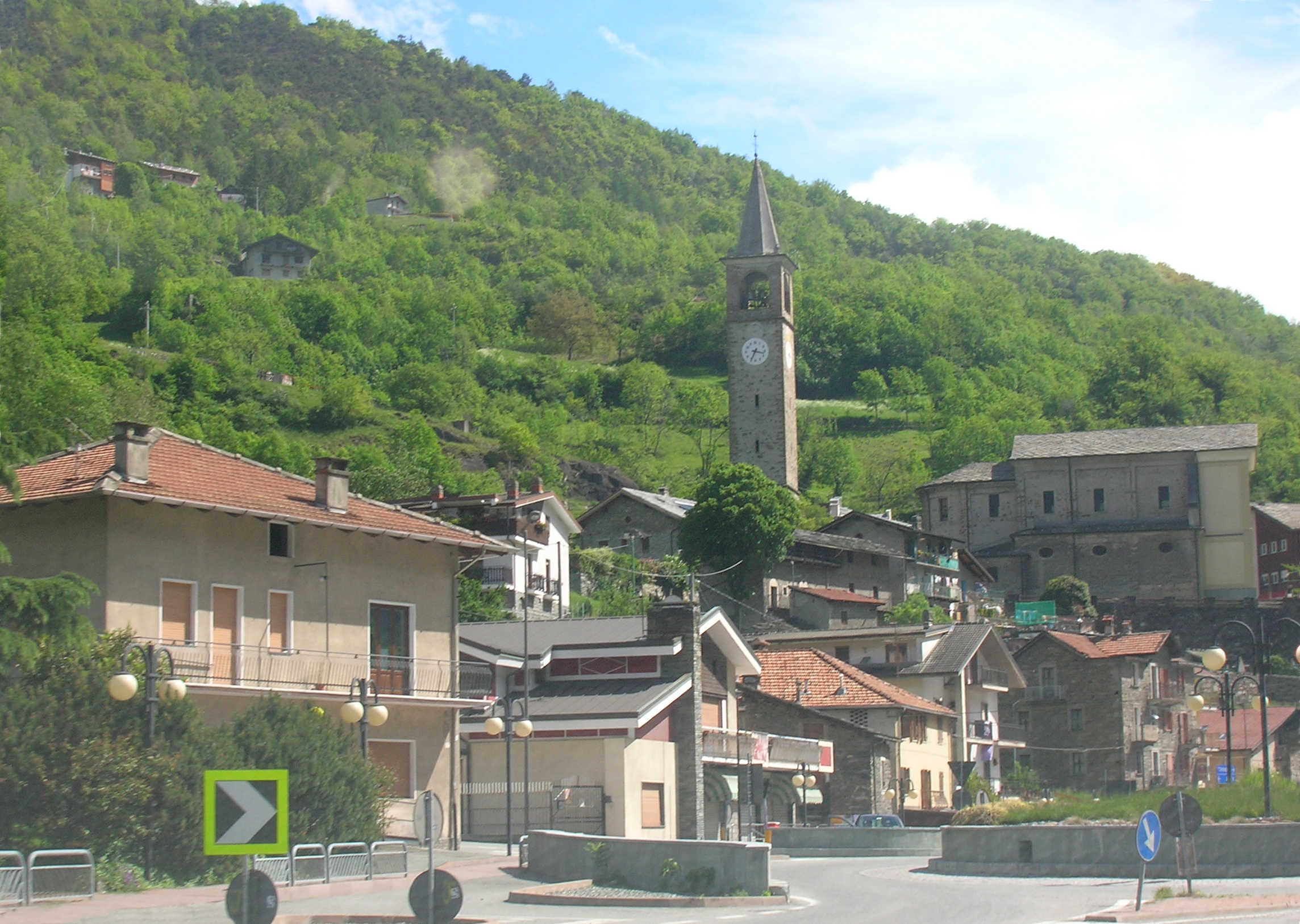
L'église paroissiale.